# Kleiner Beutenkäfer

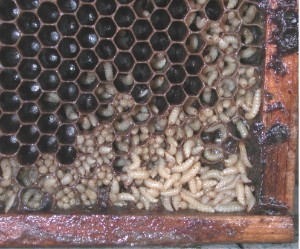
Wabe mit Larven des Kleinen Beutenkäfers. Bei einem derart starken Befall verlassen die Bienen den Stock.

Der Kleine Beutenkäfer (Aethina tumida) ist ein Parasit von Völkern der Honigbiene aus der Familie der Glanzkäfer (Nitidulidae). Er ist indigen in Afrika südlich der Sahara und von dort aus nach Nordamerika, Australien und seit kurzer Zeit auch nach Europa verschleppt worden. Die Art wurde 1867 von Andrew Murray anhand von Tieren aus Nigeria erstbeschrieben, die ihm zur Identifikation nach London zugesandt worden waren. Die Parasitierung von Honigbienen-Völkern wurde zuerst 1940 in Südafrika beschrieben. Größere Aufmerksamkeit erlangte die Art erst nach der Einschleppung in die USA.

## Merkmale
Der Kleine Beutenkäfer ist etwa fünf bis sechs Millimeter lang und drei Millimeter breit, wobei Weibchen etwas größer und schwerer sind als Männchen. Er erreicht damit etwa ein Drittel der Länge einer Arbeitsbiene. Der Name wurde gewählt, um ihn vom Großen Beutenkäfer (Hyplostoma fuligineus) abzugrenzen, der aber bisher nur aus Afrika bekannt ist.
Der Käfer ist abgeflacht mit ovalem Körperumriss, er ist direkt nach dem Schlupf rotbraun, später dunkelbraun bis schwarz gefärbt. Kopf und Halsschild sind breiter als lang, der Halsschild erreicht die Breite der Flügeldecken (Elytren). Der Halsschild ist an der Basis am breitesten mit spitzen, etwas vorgezogenen Hinterecken. Die Flügeldecken sind hinten etwas abgestutzt verkürzt und lassen die letzten Tergite des Hinterleibs frei, wobei das letzte (Pygidium) vollkommen unbedeckt ist. Die häutigen Hinterflügel sind aber normal ausgebildet und der Käfer ist sehr gut flugfähig. Typisch für die ganze Familie ist die ausgeprägte, dreisegmentige Fühlerkeule. Wichtig für die Bestimmung ist auch die Form der Schienen (Tibien) der Hinterbeine. Diese sind breit abgeplattet und in den hinteren zwei Dritteln parallelseitig. Zur Unterscheidung von ähnlichen Nitidulidenarten, v. a. der Gattung Cychramus vgl. die Bestimmungshilfe.
Die Eier sind etwa 1,4 Millimeter lang, oval und weiß gefärbt. Die Larven sind im letzten Stadium etwa 12 Millimeter lang und weißlich gefärbt, oft mit einem abwaschbaren, bräunlichen Überzug. Stärker sklerotisiert sind nur die Kopfkapsel und das zweiteilige Pronotum. Sie sind an zwei charakteristischen Stachelborstenreihen auf dem Rücken erkennbar. Auch die Stigmen an den Körperseiten sitzen auf etwas erhöhten Vorsprüngen. Am Hinterende sitzt zusätzlich ein Paar vergrößerter Dornen (Urogomphi).

## Lebenszyklus und Biologie
Der Käfer legt seine Eier bevorzugt in Ritzen und Spalten des Bienenvolkes und in verdeckelten Brutzellen ab. Sie werden in Gelegen von bis zu 210 Eiern in Ritzen und Spalten des Stocks abgesetzt, pro Weibchen werden insgesamt 1000 bis 2000 Eier im Laufe des Lebens gelegt. Die nach 2–3 Tagen aus den Eiern schlüpfenden Larven fressen Gänge durch die Waben. Sie fressen Honig, Pollen, tote Bienen und bevorzugt Brut und können die Waben komplett zerstören. Die Larven fressen im Durchschnitt 13,3 Tage in der Bienenkolonie, unter besonders günstigen Bedingungen sind aber nur 5–6 Tage erforderlich. Besonders wichtig für die Käferlarven ist die Luftfeuchte. Sie werden durch feuchte Bedingungen stark gefördert. Anschließend verlassen sie den Stock, um sich im Boden zu verpuppen; sie können dazu längere Strecken zurücklegen („Wanderlarven“). Die Larven verlassen den Stock in den Abendstunden (Höhepunkt ca. 21 Uhr). Die Puppenphase in einer selbst gegrabenen kleinen Erdhöhlung dauert ca. 8 Tage, unter ungünstigen Bedingungen bis zu drei Wochen. Wie die Larven, sind die Puppen feuchtebedürftig und werden durch geringe Bodenfeuchte stark geschädigt. Die Käfer erlangen die Geschlechtsreife etwa eine Woche nach dem Schlupf aus der Puppenkammer. Sie suchen anschließend Bienenstöcke auf, wobei der Geruch, möglicherweise aber auch bisher noch unbekannte Pheromone eine Rolle spielen. Die adulten Käfer ernähren sich von Pollen und Nektar. Sie überlebten im Labor mit Fütterung bis 188 Tage, bei Gabe von ausschließlich Wasser und Wachs aber nur 19 Tage. Aus dem Boden frisch geschlüpfte Käfer überlebten ganz ohne Nahrung sieben Tage lang. Käfer und Larven können experimentell mit Ersatzfutter wie Obst am Leben gehalten werden, wenn auch mit geringerem Erfolg. Sie können in künstlich infizierten Hummelnestern überleben, sind hier aber bisher nicht im Freiland gefunden worden.
Der Kleine Beutenkäfer überwintert ausschließlich im imaginalen Stadium, d. h. als Käfer. In kühleren Gebieten schmuggeln sie sich dazu in die Trauben der überwinternden Bienen ein, um so von deren Wärmeentwicklung zu profitieren. Eine Temperatur von −12 °C über 24 Stunden tötete alle Entwicklungsstadien der Art zu 100 % ab.
Der Honig wird durch den Kot der Larven verschmutzt und geht in Gärung über. Der ausgelaufene, vergorene Honig aus zerstörten Zellen läuft bis auf den Boden der Beuten, so dass sich der Befall durch fauligen Geruch bemerkbar macht. Auch gesunde Völker können binnen weniger Wochen völlig zerstört werden, geschwächte Völker nach zwei Wochen.
Gegenmaßnahmen des Bienenvolks umfassen: Einsperren adulter Käfer in leere Zellen durch Wächterbienen und Versiegeln von Zellen, Spalten und Hohlräumen, mitsamt den darin versteckten Käfern, mit Propolis. Das Wächterverhalten war zwischen europäischen und afrikanischen Bienenvölkern vergleichbar, afrikanische verwenden aber bis zu viermal so viel Propolis wie europäische. Die Käfer sind zumindest gelegentlich in der Lage, durch Betrillern mit den Fühlern den Fütterreflex der Bienen für sich zu nutzen. Die Käfer können in den bewachten Zellen bis zu zwei Monate überleben. Bienen zeigen in unterschiedlichem Ausmaß direktes Aggressionsverhalten gegen Käfer, das aber wegen dessen schützender Körpergestalt und einer Schutzhaltung mit angezogenem Kopf und eingeschlagenen Beinen und Antennen wenig effektiv ist. Sie zerstören entdeckte Eigelege und können auch ganze Brutzellen austragen oder zerstören, wenn sie einen Befall bemerken. Welche dieser Strategien den höheren Erfolg afrikanischer Völker gegenüber europäischen bei der Bekämpfung letztlich bewirkt, ist noch unklar. In Afrika gelingt den Käfern die Fortpflanzung meist nur in verlassenen oder erheblich geschwächten Nestern.

## Ausbreitung
Der Beutenkäfer tauchte 1996 im südöstlichen Nordamerika auf (bemerkt erst 1998) und verbreitete sich von dort mit rasender Geschwindigkeit über die USA. Seit dem Jahr 2002 hat man die Ausbreitung des Käfers auch auf die nördlichen Gebiete der Vereinigten Staaten und Kanada festgestellt, wo er aber wohl aus klimatischen Gründen ein geringeres Problem darstellt und sich unter Umständen nicht dauerhaft etablieren kann. Westlich ist er bisher bis North Dakota vorgedrungen. Im Jahr 2000 wurde er aus Ägypten gemeldet, 2001 aus Australien. Hier ist die Verbreitung bisher auf kleine Bereiche in New South Wales beschränkt, große Schäden sind nicht aufgetreten. Wahrscheinlich gelangte er per Schiff mit Früchten oder in einem Bienenvolk in diese Länder. Die ersten Funde in den USA (Charleston, Savannah) und Australien (Sydney, Brisbane) stammen aus Hafenstädten. Nachdem lange damit gerechnet worden war, dass er irgendwann auch nach Europa gelangen würde, bewahrheitete sich dies 2004, als in Portugal erstmals Larven und Käfer der Beutenkäfer festgestellt wurden, allerdings nur in Käfigen von importierten Bienenköniginnen, wodurch der Käfer schnell erfolgreich vernichtet werden konnte. In Nordamerika hat sich der Käfer bis nach Kalifornien und Mexiko ausgebreitet und in Australien von New South Wales bis nach Townsville (Neumann und Ellis 2008).
Im September 2014 wurden in drei Ablegern in der Nähe des italienischen Hafens Gioia Tauro im Nordwesten der Provinz Reggio Calabria Käfer und Larven des Kleinen Beutenkäfers gefunden. Bis Mitte Dezember 2014 wurden in diesem Gebiet bereits mehr als 50 befallene Völker identifiziert und die befallenen Stände verbrannt sowie die Böden chemisch behandelt. Ein weiterer Befall wurde bei einem Bienenwanderbetrieb auf Sizilien diagnostiziert. Von den Behörden wurden um die befallenen Bienenstände zwei Sperrzonen (20 km und 100 km Radius) gezogen. Es dürfen keine Bienen aus diesen Sperrgebieten verbracht werden. 2015 wurden in der 20 km-Sperrzone in Kalabrien wieder Käfer und Larven in geringerem Ausmaß gefunden. In Deutschland ist der Beutenkäferbefall bisher (Stand 2011) nicht aufgetreten.

## Bekämpfung
Der Kleine Beutenkäfer gehört zu den gefürchtetsten Bienenparasiten, da bei Massenbefall ein ganzes Volk innerhalb kürzester Zeit vernichtet werden kann. Im Gegensatz zu den afrikanischen Honigbienenunterarten, die sich gegen den Kleinen Beutenkäfer effizient zur Wehr setzen können, sind die europäischen Unterarten dazu weniger in der Lage. Die momentan zur Verfügung stehenden chemischen Bekämpfungsmaßnahmen bergen das Risiko von Resistenzbildungen, Kontaminationen der Bienenprodukte und Effekte auf die Bienen selbst. Alternative Maßnahmen befinden sich in der Entwicklung. Der Befall mit dem Käfer unterliegt in Deutschland der Anzeigepflicht. Auch in den anderen Ländern der EU und der Schweiz ist sie als anzeigepflichtige Tierseuche eingeordnet.